# Євглевська Лоліта Вадимівна
Лоліта Вадимівна Євглевська (нар. 31 грудня 1963, Сокол, Вологодська область) — білоруський та австралійський стрілець, бронзова призерка Олімпійських ігор  2000 року.

## Біографія
Лоліта Євглевська народилася 31 грудня 1963 року в місті Сокол.
Протягом своєї спортивної кар'єри не одноразово ставала призором Кубків світу, та чемпіонатів світу.
У 1986 році виступала у складі збірної СРСР на  чемпіонаті світу. Після розпаду Радянського Союзу почала представляти збірну Білорусі. Так на своїх дебютних Олімпійських іграх у 1996 році стала восьмою у фіналі стрільби з пневматичного пістолета з відстані 10 метрів. У 2000 році зуміла виграти свою єдину медаль Олімпійських ігор. Вона стала бронзовою призеркою у стрільбі з пістолета з відстані 25 метрів. Пройти кваліфікацію у стрільбі з пневматичного пістолета з відстані 10 метрів спортсменка не зуміла (11 місце в кваліфікації).
Після цих змагань вирішила змінити спортивне громадянство, та стала виступати за збірну Австралії. У її складі Лоліта Євглевська ще чотири рази їздила на Олімпійські ігри, але у всіх випадках зупинялася на стадії кваліфікації. Виступаючи за Австралію спортсменка ставала багаторазовою чемпіонкою Океанії, а також призеркою чемпіонату світу.

## Виступи на Олімпійських іграх
| Олімпіада           | Дисципліна                       | Місце |
| ------------------- | -------------------------------- | ----- |
| Атланта 1996        | пневматичний пістолет, 10 метрів | 8     |
| Сідней 2000         | пневматичний пістолет, 10 метрів | 11    |
| Сідней 2000         | пістолет, 25 метрів              | 3     |
| Афіни 2004          | пневматичний пістолет, 10 метрів | 21    |
| Афіни 2004          | пістолет, 25 метрів              | 10    |
| Пекін 2008          | пневматичний пістолет, 10 метрів | 18    |
| Пекін 2008          | пістолет, 25 метрів              | 14    |
| Лондон 2012         | пневматичний пістолет, 10 метрів | 40    |
| Лондон 2012         | пістолет, 25 метрів              | 17    |
| Ріо-де-Жанейро 2016 | пневматичний пістолет, 10 метрів | 24    |
| Ріо-де-Жанейро 2016 | пістолет, 25 метрів              | 14    |